# Hardametopa nasuta
Hardametopa nasuta är en kräftdjursart som först beskrevs av Jonas Axel Boeck 1871.  Hardametopa nasuta ingår i släktet Hardametopa, och familjen Stenothoidae. Arten är reproducerande i Sverige. Inga underarter finns listade.